# Bomolocha suffusa
Bomolocha suffusa är en fjärilsart som beskrevs av Tutt 1892. Bomolocha suffusa ingår i släktet Bomolocha och familjen nattflyn. Inga underarter finns listade i Catalogue of Life.